# Veress Géza
Veress Géza (Hajdúböszörmény, 1899. szeptember 9. – Debrecen, 1970. szeptember 16.) festő.

## Életpályája
1916-ban Csók Istvánnál kezdte tanulmányait a Magyar Képzőművészeti Főiskolán, majd 1921–22-ben Glatz Oszkárnál folytatta. 1924–28 között Törökországban, Egyiptomban és Algériában tanulmányúton volt, portrékat festett. 1929-től Debrecenben élt, ahol 1958-ban műtermet kapott. 1952–60 között a debreceni Képzőművészeti Szabadiskolában tanított. Tagja volt a Művészek Szabadszervezete debreceni csoportjának. 1953-ban Munkácsy Mihály-díjat kapott.

## Munkássága
Naturalista portrékat és munkajeleneteket festett. Tájképei lírai jellegűek. Linóleummetszeteket is készített.

### Egyéni kiállítások
- 1961 • Medgyessy Szalon, Debrecen
- 1963 • Hajdúsági Múzeum, Hajdúböszörmény (gyűjteményes)
- 1964 • Déri Múzeum, Debrecen
- 1977 • Hajdúsági Múzeum, Hajdúböszörmény (emlékkiállítás)
- 1984 • Tudományos Ismeretterjesztő Társulat klub, Debrecen (emlékkiállítás)

### Válogatott csoportos kiállítások
- 1950 • I. Magyar Képzőművészeti kiállítás, Műcsarnok, Budapest
- 1953 • III. Magyar Képzőművészeti kiállítás, Műcsarnok, Budapest
- 1948-70 • Debreceni festők tavaszi, őszi tárlata
- 1952 • Magyar–Szovjet Barátság, Ernst Múzeum, Budapest
- 1954 • Magyar kisplasztikai és grafikai kiállítás, Ernst Múzeum, Budapest
- 1957 • Tiszántúli festők vándorkiállítása, Békéscsaba, Debrecen, Szeged
- 1961 • IV. Alföldi Tárlat, Békéscsaba
- 1965 • VI. Alföldi Tárlat, Békéscsaba
- 1963 • II. Országos Grafikai Biennálé, Miskolc
- 1967 • Országos Nyári Tárlat, Debrecen

### Művek közgyűjteményekben
- Déri Múzeum, Debrecen
- Hajdúsági Múzeum, Hajdúböszörmény

## További informárciók
- Tóth E.: Kiállítások, Alföld, 1961/5.
- Tóth E.: Veress Géza festészete és grafikája, Múzeumi Kurír, 1973/1.
- Sz. Kürti K.: Köztéri szobrok és épületdíszítő alkotások Debrecenben és Hajdú-Biharban, Debrecen, 1977.
- Kathy I. – Sz. Kürti K.: Hajdúböszörmény építészete-képzőművészete, Hajdúböszörmény, 1979.